# Steve Gaines
Pour les articles homonymes, voir Gaines.
Steve Gaines est, né le 14 septembre 1949 à Seneca dans le Missouri et mort le 20 octobre 1977 à Gillsburg dans le Mississippi, est un musicien américain, guitariste et parolier du groupe Lynyrd Skynyrd.

## Biographie
Né à Seneca, dans le Missouri, Steve Gaines grandit à Miami, dans l'Oklahoma. Il commence la guitare après avoir vu les Beatles en concert alors qu’il est encore un adolescent. Il fonde ensuite son propre groupe The Raven et enregistre son premier morceau dans le fameux studio Sun Records à Memphis dans le Tennessee. Gaines jouera plus tard avec le groupe ILMO Smokehouse en 1970. Il enregistrera aussi d’autres morceaux avec son ami et producteur John Ryan qui seront plus tard publiés en 1988 par MCA Records dans son unique album solo One in the Sun.
En décembre 1975, sa sœur Cassie devient une des trois choristes du groupe Lynyrd Skynyrd, surnommées les « Honkettes ». Le groupe cherche alors un guitariste pour remplacer Ed King. En 1976, Gaines rejoint le groupe. Bien qu’il ne participe qu’à la réalisation d’un seul album (Street Survivors), sa contribution au groupe est importante. 
Il meurt le 20 octobre 1977, dans l'accident de l'avion qui transporte le groupe, alors en tournée, de Greenville en Caroline du Sud vers Bâton-Rouge en Louisiane, L'avion s'écrase près de Gillsburg, dans le Mississippi. Outre Gaines, l'accident coûte la vie à sa sœur Cassie, au chanteur Ronnie Van Zant, au manager Dean Kilpatrick, ainsi qu'au pilote Walter McCreary et au copilote William Gray. Les autres membres du groupe, malgré de graves blessures, s'en sortent vivants.